# النا شگالوا
النا شگالوا (انگلیسی: Elena Schegaleva؛ زادهٔ ۲ ژوئن ۱۹۸۷) بازیکن فوتبال اهل روسیه است.
وی همچنین در تیم‌های ملی فوتبال زنان روسیه، و زنان روسیه، بازی کرده‌است.